# Ф

Letra cirílica ef minúscula

Ф, ф (Ef) é a vigésima letra do alfabeto cirílico.
Seu som é o fonema consonantal fricativo labiodental surdo /f/.
Representa a consoante /f/, a menos que esteja diante de uma vogal palatalizante, quando passa a respresentar /fʲ/.
Foi derivada diretamente da letra grega Φ (phi), e substituiu a antiga letra Ѳ (fita) na versão russa do alfabeto, em uso desde 1918. Ao contrário do phi, no entanto, o ef é transliterado como <f>, e não <ph>.
As línguas eslavas praticamente não têm palavras notivas que contêm /f/; este fonema, que não existe no proto-indo-europeu (PIE), tem suas origens no PIE *bʰ (que deu lugar ao /b/ eslavo) no grego e no latim, e do PIE *p (que permaneceu inalterado no ramo eslavo) nas línguas germânicas. A letra ф é, portanto, quase que exclusivamente encontrada em palavras de origem estrangeira (especialmente de origem grega, latina, francesa, alemã, inglês e turcomana). As poucas palavras eslavas com esta letra, são exemplos de onomatopeia (em verbos russos como фукать, фыркать etc.) ou refletem alguma mudança esporádica na pronúncia, como, por exemplo, пв /pv/, no sérvio уфати (do antigo eslavo eclesiástico уповати), e хв /xv/, no búlgaro фаля (do antigo eslavo eclesiástico хвалю), ou х /x/ no topônimo russo Фили (from хилый). 